# Howard Deutch
Howard Deutch (Nova Iorque, 14 de setembro de 1950) é um diretor de cinema e televisão estadunidense. É famoso pela sua colaboração com o diretor John Hughes, tendo dirigido dois dos melhores roteiros de Hughes, Pretty in Pink e Some Kind of Wonderful, onde conheceu sua esposa, a atriz Lea Thompson.
Deutch nasceu em Nova Iorque, filho de Pamela Wolkowitz e Murray Deutch. Graduou-se na George W. Hewlett High School e frequentou a Universidade Estadual de Ohio. e começou trabalhando para a gravadora United Artists Records, onde seu pai era o presidente da empresa. Nessa época dirigiu videoclipes de artistas como Billy Idol ("Flesh for Fantasy") e Billy Joel ("Keeping the Faith").

## Filmografia

### Como diretor
- 1986 - Pretty in Pink
- 1987  Some Kind of Wonderful
- 1988  The Great Outdoors
- 1992  Article 99
- 1992  Melrose Place (TV)
- 1994  Getting Even with Dad
- 1995  Caroline in the City (TV)
- 1995  Grumpier Old Men
- 1998  The Odd Couple II
- 2000  The Replacements
- 2002  Watching Ellie (TV)
- 2002  Gleason (TV)
- 2004  The Whole Ten Yards
- 2008  My Best Friend's Girl

## Prêmios
- Indicado ao DGA Award de Melhor Diretor para Televisão em 2003 por Gleason (2002)[4][5]
- Ganhou um CableACE Award por dirigir um episódio da série Tales from the Crypt da HBO intitulado Dead Right.